# Бабингтон, Уильям
Уильям Бабингтон (англ. William Babington; 1756—1833) — ирландский учёный: медик, химик, минералог.

## Биография
Родился 21 мая 1756 года в местечке Portglenone недалеко от Колрейна, Ирландия. Был сыном преподобного Humphrey Babington, из старинного рода Бабингтонов.
Первоначально учился на практикующего врача в Лондондерри, а затем завершил свое медицинское образование в лондонской больнице Guy’s Hospital, но не получил медицинской степени. В 1777 году Уильям был назначен помощником хирурга в военно-морской больнице Haslar Hospital, где проработал четыре года. Затем получил должность аптекаря в Guy’s Hospital и одновременно читал лекции по химии в медицинской школе. Получив степень доктора медицины в университете Абердина в 1795 году, Бабингтон оставил аптекарское дело. В 1796 году он присоединился в качестве помощника к доктору Уильяму Сондерсу во всё той же лондонской больнице Guy’s Hospital и позже сменил Сондерса на посту главного врача. В этой больнице проработал по 1811 год.
Уильям Бабингтон был одним из основателей Геологического общества Лондона и занимал пост его президента с 1822 по 1824 год. В 1805 году он был избран членом Лондонского Королевского общества. Также он являлся куратором огромной коллекции минералов графа Джона Стюарта, которую Бабингтон выкупил после его смерти.
Умер 29 апреля 1833 года и похоронен в Лондоне в соборе St Mary Aldermanbury.
В его честь назван минерал бабингтонит. Статуя Бабингтона работы скульптора Уильяма Бенеса находится в соборе Святого Павла в Лондоне.

### Семья
Уильям Бабингтон был женат на Martha Elizabeth Babington, они имели четырёх сыновей и четырёх дочерей. Его сын Бенджамин Гай Бабингтон стал врачом-эпидемиологом и тоже работал в Guy’s Hospital; дочь Martha вышла замуж за врача Ричарда Брайта.